# Crépey
Crépey je francouzská obec v departementu Meurthe-et-Moselle v regionu Grand Est. V roce 2013 zde žilo 380 obyvatel.

## Poloha
Sousední obce jsou: Allain, Colombey-les-Belles, Germiny, Goviller, Selaincourt a Thuilley-aux-Groseilles.

## Vývoj počtu obyvatel
Počet obyvatel